# 香港城市合唱團
香港城市合唱團，舊稱香港室內合唱團，是香港一個私營的合唱歌詠團體，由上海出生的著名男高音萬建平於1999年創立，並由費明儀女士擔任合唱團的顧問。
由於合唱團與中國大陸一直保持良好關係，所以經常與當地的知名合唱團合作，在香港同台演出。

## 外部連結
- 香港城市合唱團 （页面存档备份，存于）
- 香港城市合唱團Facebook專頁 （页面存档备份，存于）